# Lucie Radová (malířka)
Lucie Radová, rozená Libuše Straková (29. srpna 1931, Jičín, Československo – 24. března 2016, Sissach, Švýcarsko) byla československo-švýcarská malířka, knižní ilustrátorka, varhanice a restaurátorka.

## Život
Libuše Straková se narodila 29. srpna 1931 v Jičíně jako dcera právníka Stanislava Straky a učitelky Františky Strakové. V roce 1953 se provdala za malíře Jiřího Radu, s nímž se v roce 1954 přestěhovala do Prahy. V témže roce se s ním rozešla, ale ponechala si jméno Radová. Kolem roku 1963, v důsledku nařízení komunistické strany, že kádrové funkce mohou zastávat pouze členové strany, přišla o práci vedoucí redaktorky pražského módního časopisu a přežívat mohla jen díky brigádám. V roce 1968 se provdala za Jaroslava Schillinga. Spolu s ním a synem Alexandrem v listopadu 1968 emigrovala do Švýcarska.
Ve Švýcarsku žila nejprve v Basileji, krátce ve Wittinsburgu a poté v Gelterkindenu a Sissachu, kde mohla rozšířit svou malířskou tvorbu. Následovaly výstavy v okolí Basileje, v galerii Krause v Pfäffikonu a v Paříži a Marseille. Ilustrovala také díla české exilové literatury, především pro nakladatelství INDEX.
Spolu se svým manželem Jaroslavem Schillingem vedla v bývalé továrně „Hanro“ v Gelterkindenu uměleckou galerii „RE“, kde vystavovali čeští umělci a umělci z regionu (Susanne Bader, Ruedi Kern, Silvio Caduff aj.) Kromě malování a galerie nějaký čas pravidelně vydávala poezii formou drobných bibliofilských knih v nakladatelství „Edice Akt“, které vedla společně se svým manželem.
V roce 1987 se s Jaroslavem Schillingem rozešla. Po dalším vzdělávání nastoupila na místo varhanice v několika farnostech v kantonu Basel-Landschaft. V této době malovala stále méně a soustředila se na restaurování starých obrazů. Po celou dobu emigrace, během níž získala po letech švýcarské občanství, udržovala pravidelný kontakt se svými příbuznými v Československu. Po listopadu 1989 u nich několikrát pobývala v Pelhřimově, Dudíně a v Praze. Krátce po revoluci darovala Evangelickému sboru Pelhřimov elektronické varhany. Zemřela ve věku 84 let ve Švýcarsku.
Její dílo zahrnuje olejomalby, kresby, lepty, litografie, sochy, knižní ilustrace a umělecké dílo ze skla. Obrazy jsou stále ve vlastnictví rodiny a realizace případné výstavy je možná (v roce 2023 byl výběr z jejích děl součástí výstavy v Ptäffikonu).

## Výstavy
- Praha, Verre d'Art před rokem 1968
- Cernay, Francie 1971
- Sissach 1971-1976
- Basilej, Kellergalerie 1972
- Zurzach 1973
- Pfäffikon/ZH 1973-1976
- Davos 1974
- Baden 1974
- Lausanne 1974
- Verbier 1975
- Muttenz, Basellandschaftliche Kunstausstellung GSMBA 1975
- Paříž, Salon Indépendants 1975-77
- Paříž, Galerie du 16e 1975
- Marseille, Art-Inter, Grand Prix International 1976
- Aix 1976
- Neerach, Galerie RA 1976
- Paříž, Salon Indépendants 1977-1978
- Amsterdam, Israel Gallery 1978
- Biennale Europeene de la Gravure de Mulhouse 1978
- Gelterkinden, Galerie RE 1978
- Toulon, Salon d'Hivre 1979
- Neerach, Galerie RA 1978
- Kunsthaus Glarus 1978
- Delft, Holandsko, Galerie ZP 1980
- Pfäffikon, Galerie Krause 2023

## Galerie

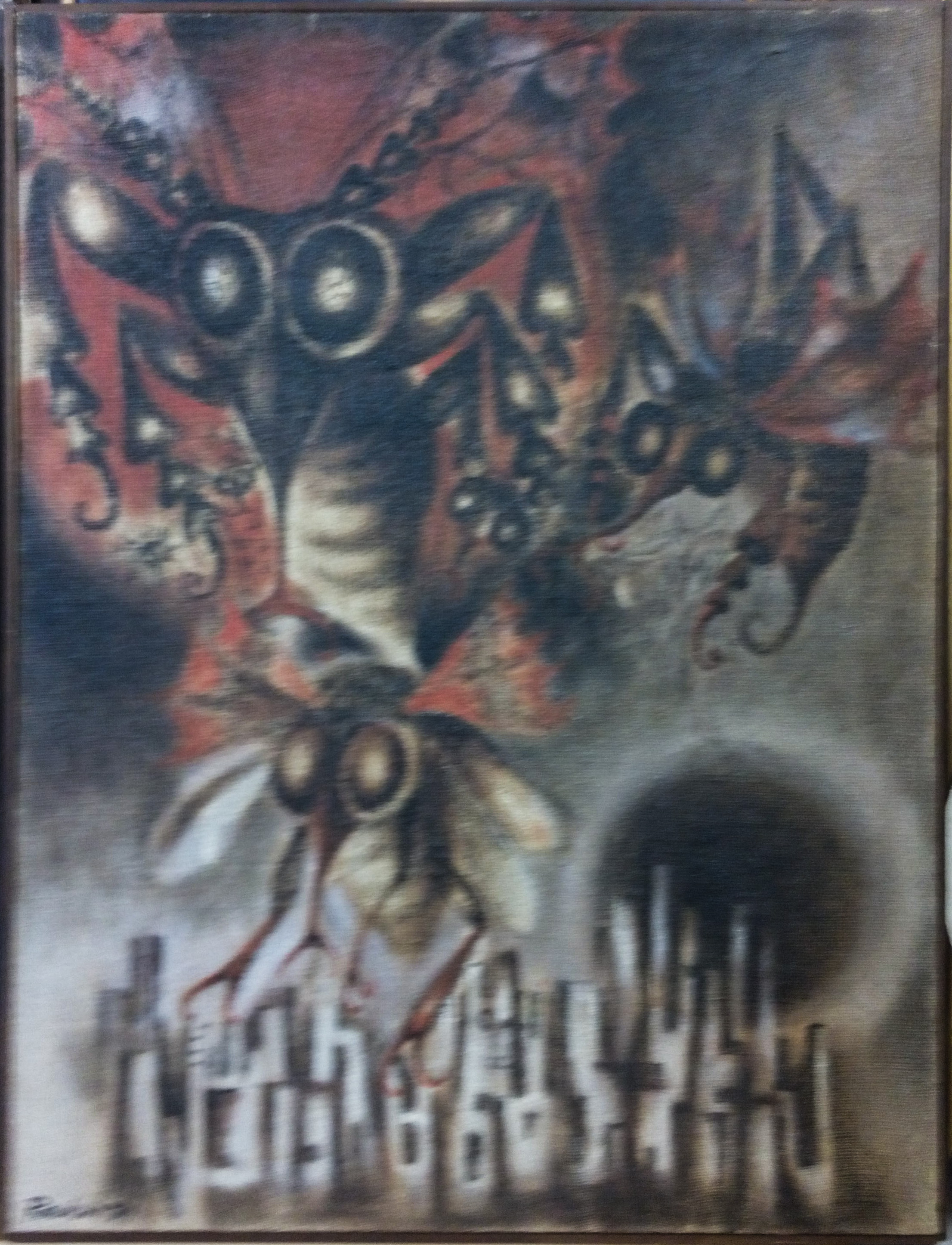
Invaze
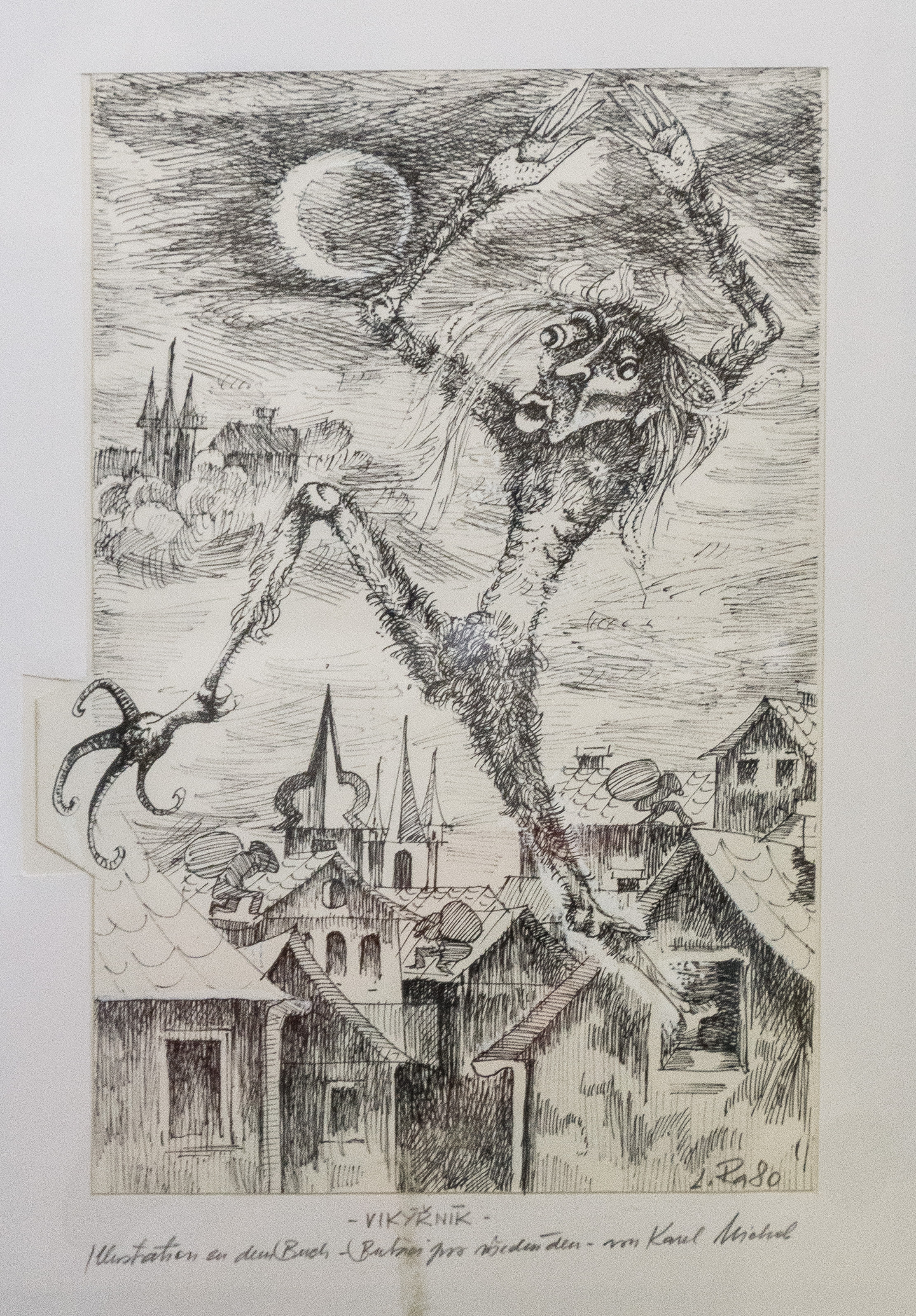
Vikýrník
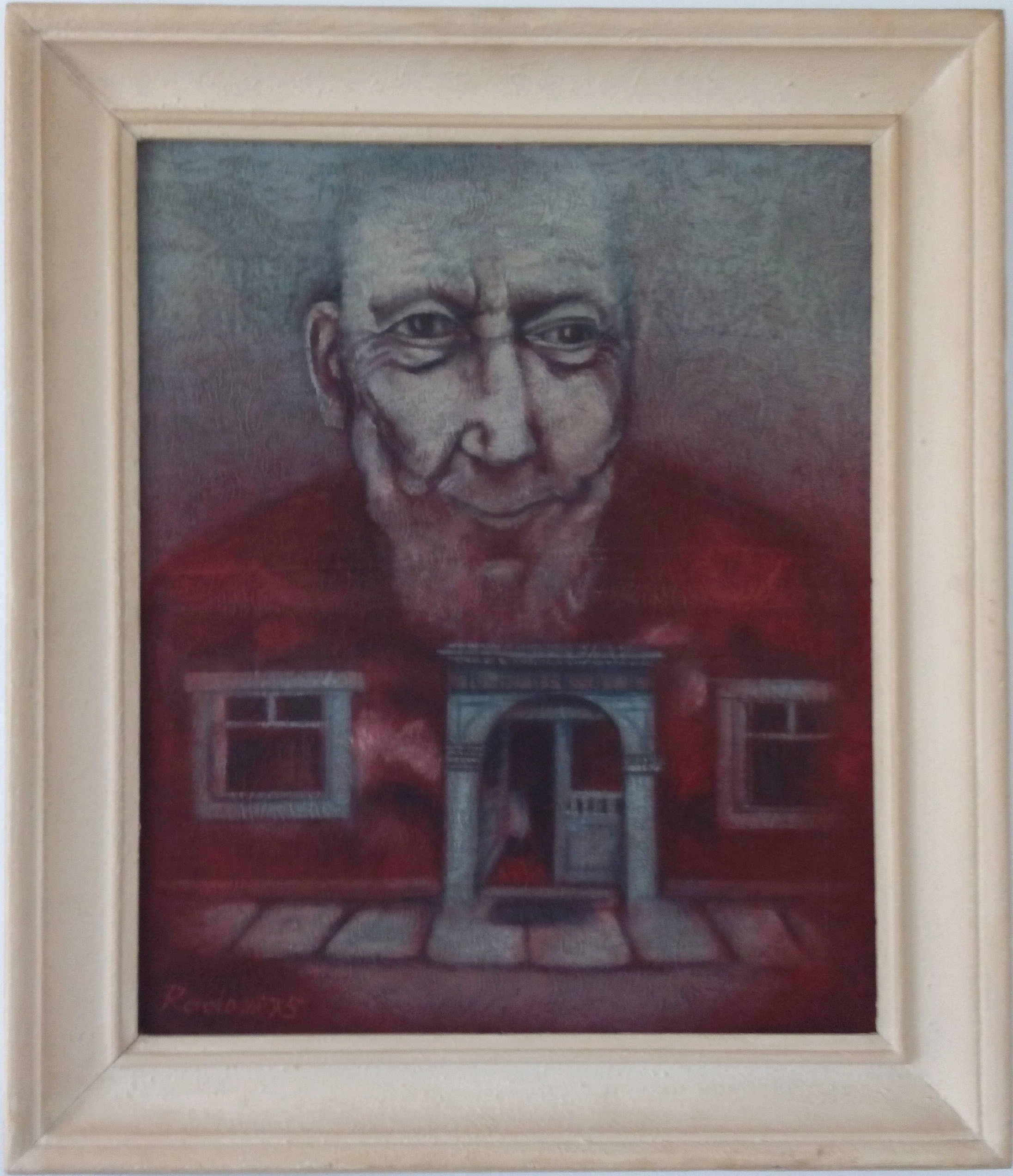
Eingang in die Seele
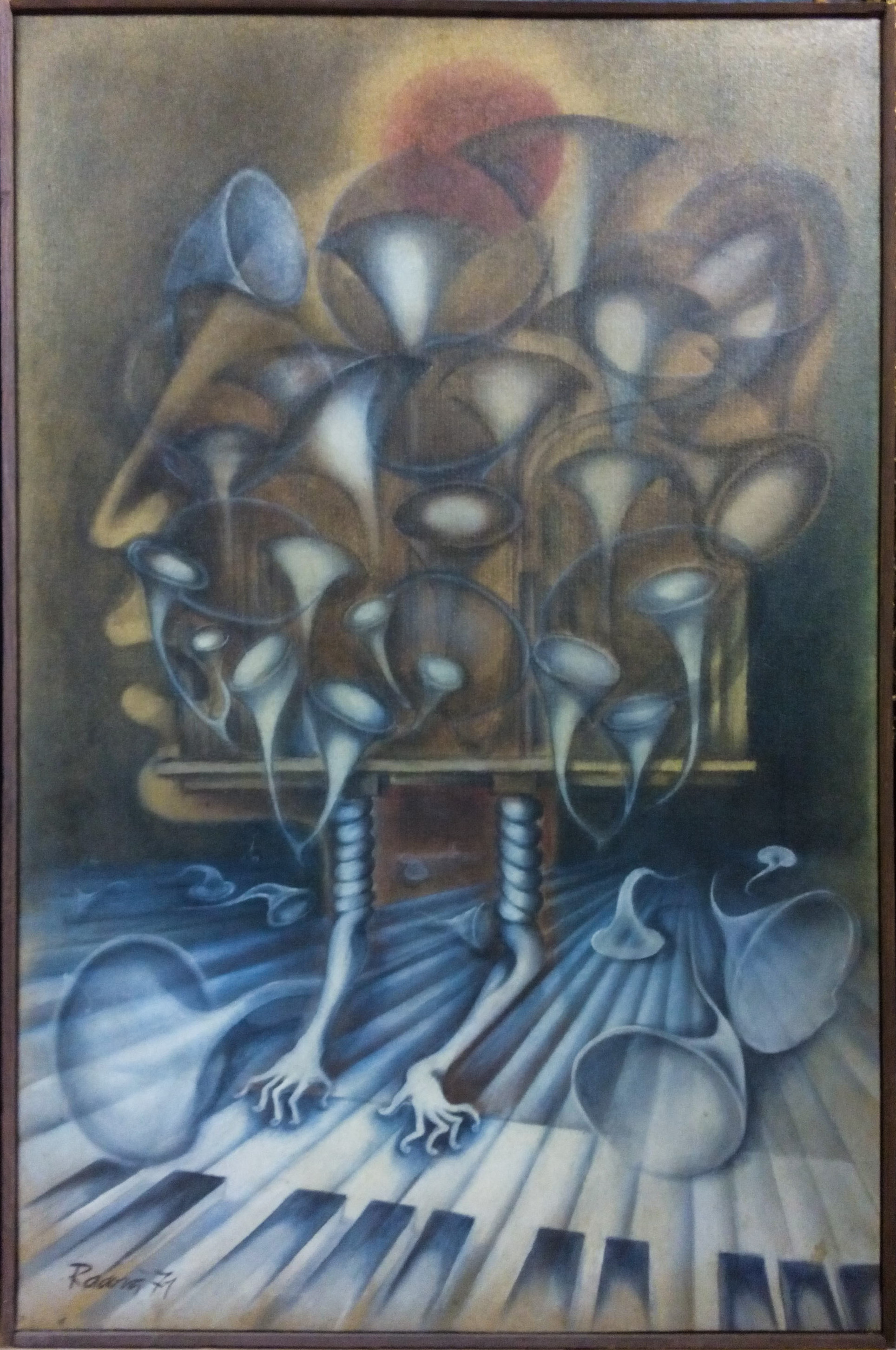
Hudba
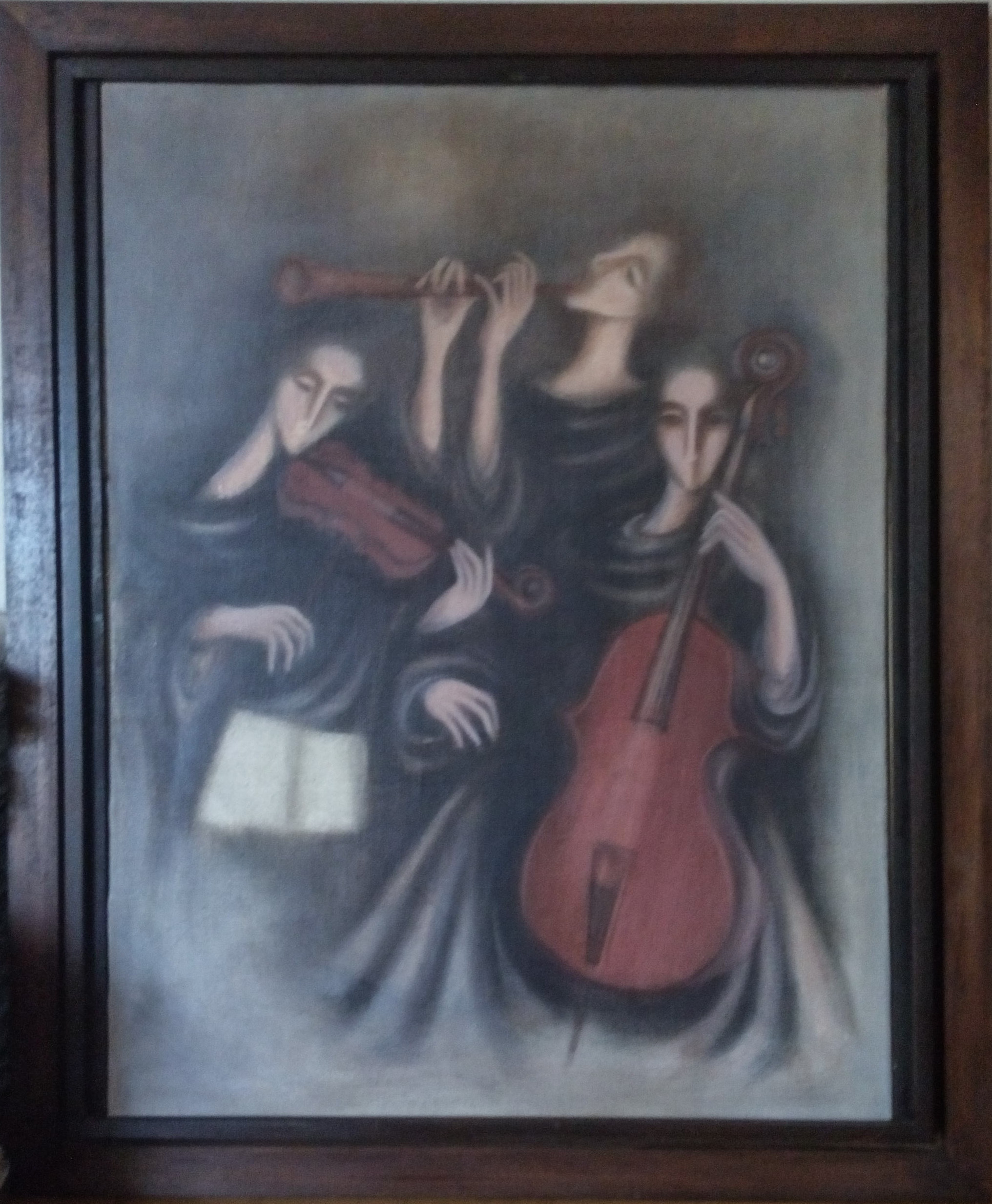
Trio

## Ocenění
- Marseille, Art-Inter, Grand Prix International